# SK Pardubičky
5SK Pardubičky je český fotbalový klub z Pardubic, z městské části Pardubičky. Od sezony 2019/20 hraje Přebor Pardubického kraje (5. nejvyšší soutěž). Klub byl založen v roce 1932. Klubovými barvami jsou modrá a bílá. Své zápasy odehrává na stadionu U Borku v Pardubicích

## Týmy
A tým - krajský přebor
B tým - I.B třída
Starší dorost - krajský přebor U19
Mladší dorost - krajský přebor U17
Starší žáci - krajský přebor U15
Mladší žáci - krajský přebor U13 + okresní přebor U13
Starší přípravka - krajský přebor U11 + okresní přebor U11
Mladší přípravka - krajský přebor U9
Mini přípravka

## Významní hráči klubu

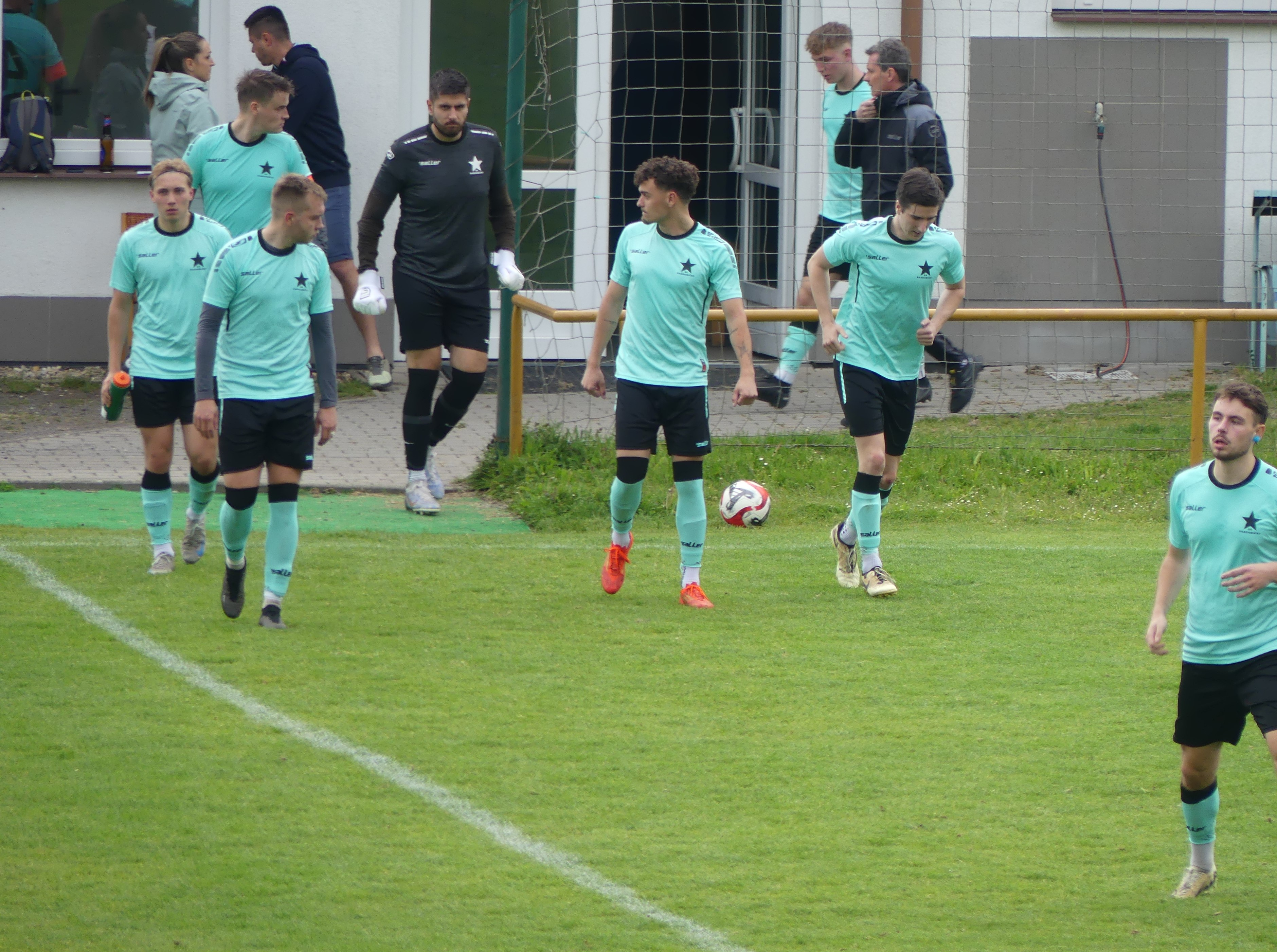
Hráči SK Pardubiček v České Třebové (květen 2025)

- Hráči SK Pardubiček v České Třebové (květen 2025)David Norek[3] - od roku 2018 hráč A týmu. Ve své kariéře odehrál 93 utkání ve 2.lize (FK Pardubice, FC Graffin Vlašim, FK Bohemians Praha, FK Varnsdorf)

## Umístění A mužstva v jednotlivých sezonách[4]
Stručný přehled
- 2004–2011: Okresní přebor Pardubic
- 2011–2012: I.B třída Pardubického kraje – sk.A
- 2012–2013: I.A třída Pardubického kraje
- 2013–2015: Přebor Pardubického kraje
- 2015–2019: I.A třída Pardubického kraje
- 2015–: Přebor Pardubického kraje

Jednotlivé ročníky
Legenda: Z - zápasy, V - výhry, R - remízy, P - porážky, VG - vstřelené góly, OG - obdržené góly, +/- - rozdíl skóre, B - body, červené podbarvení - sestup, zelené podbarvení - postup, fialové podbarvení - reorganizace, změna skupiny či soutěže
| Česko (2004– ) |                                     |        |    |    |   |    |    |    |     |    |        |
| Sezóna         | Soutěž                              | Úroveň | Z  | V  | R | P  | VG | OG | +/- | B  | Pozice |
| 2004/05        | Okresní přebor Pardubic             | 8      | 26 | 12 | 6 | 8  | 37 | 29 | +8  | 42 | 4.     |
| 2005/06        | Okresní přebor Pardubic             | 8      | 26 | 10 | 5 | 11 | 38 | 46 | -6  | 35 | 10.    |
| 2006/07        | Okresní přebor Pardubic             | 8      | 26 | 18 | 3 | 5  | 59 | 24 | +35 | 57 | 2.     |
| 2007/08        | Okresní přebor Pardubic             | 8      | 26 | 10 | 3 | 13 | 56 | 59 | -3  | 33 | 9.     |
| 2008/09        | Okresní přebor Pardubic             | 8      | 26 | 8  | 6 | 12 | 42 | 49 | -7  | 30 | 11.    |
| 2009/10        | Okresní přebor Pardubic             | 8      | 26 | 10 | 9 | 7  | 58 | 45 | +13 | 39 | 6.     |
| 2010/11        | Okresní přebor Pardubic             | 8      | 26 | 19 | 3 | 4  | 83 | 26 | +57 | 60 | 1.     |
| 2011/12        | I.B třída Pardubického kraje – sk.A | 7      | 26 | 19 | 3 | 4  | 77 | 22 | +55 | 60 | 2.     |
| 2012/13        | I.A třída Pardubického kraje        | 6      | 26 | 15 | 3 | 8  | 48 | 31 | +17 | 48 | 2.     |
| 2013/14        | Přebor Pardubického kraje           | 5      | 30 | 11 | 1 | 18 | 36 | 52 | -16 | 34 | 12.    |
| 2014/15        | Přebor Pardubického kraje           | 5      | 30 | 5  | 6 | 19 | 34 | 77 | -43 | 22 | 15.    |
| 2015/16        | I.A třída Pardubického kraje        | 6      | 26 | 9  | 4 | 13 | 50 | 59 | -9  | 33 | 10.    |
| 2016/17        | I.A třída Pardubického kraje        | 6      | 26 | 8  | 6 | 12 | 36 | 53 | -17 | 32 | 12.    |
| 2017/18        | I.A třída Pardubického kraje        | 6      | 26 | 12 | 5 | 9  | 62 | 68 | -8  | 45 | 4.     |
| 2018/19        | I.A třída Pardubického kraje        | 6      | 26 | 19 | 1 | 6  | 68 | 32 | +36 | 58 | 1.     |
| ** 2019/20     | Přebor Pardubického kraje           | 5      | 16 | 2  | 3 | 11 | 19 | 48 | -29 | 11 | 15.    |
| ** 2020/21     | Přebor Pardubického kraje           | 5      | 10 | 4  | 1 | 5  | 23 | 27 | -4  | 14 | 8.     |
| 2021/22        | Přebor Pardubického kraje           | 5      | 30 | 13 | 8 | 9  | 56 | 34 | +22 | 47 | 10.    |
| 2022/23        | Přebor Pardubického kraje           | 5      | 30 | 11 | 5 | 14 | 46 | 57 | -11 | 38 | 10.    |
| 2023/24        | Přebor Pardubického kraje           | 5      | 30 | 11 | 4 | 15 | 55 | 53 | +2  | 37 | 10.    |
| 2024/25        | Přebor Pardubického kraje           | 5      | 30 | 19 | 2 | 9  | 76 | 38 | +38 | 59 | 5.     |

**= sezona předčasně ukončena z důvodu pandemie covidu-19

## SK Pardubičky B[5]
Je rezervním týmem Pardubiček, který dlouhodobě nastupoval ve III. třídě okresu Pardubice. V sezóně  2023/2024 tým vyhrál okresní přebor a postoupil do I.B třídy Pardubického kraje (7. nejvyšší soutěž).

### Umístění B mužstva v jednotlivých sezonách
Stručný přehled
- 2004–2022: III. třída okresu Pardubice
- 2022–2024: II. třída okresu Pardubice
- 2024–: I.B třída Pardubického kraje, sk.A

Jednotlivé ročníky
Legenda: Z - zápasy, V - výhry, R - remízy, P - porážky, VG - vstřelené góly, OG - obdržené góly, +/- - rozdíl skóre, B - body, červené podbarvení - sestup, zelené podbarvení - postup, fialové podbarvení - reorganizace, změna skupiny či soutěže
| Česko (2004– ) |                                    |        |    |    |    |    |     |    |     |    |        |
| Sezóna         | Soutěž                             | Úroveň | Z  | V  | P  | R  | VG  | OG | +/- | B  | Pozice |
| 2004/05        | III. třída okresu Pardubice        | 9      | 26 | 8  | 3  | 15 | 42  | 72 | -30 | 27 | 12.    |
| 2005/06        | III. třída okresu Pardubice        | 9      | 26 | 7  | 16 | 13 | 30  | 51 | -21 | 27 | 11.    |
| 2006/07        | III. třída okresu Pardubice        | 9      | 26 | 4  | 5  | 17 | 24  | 57 | -33 | 17 | 13.    |
| 2007/08        | III. třída okresu Pardubice        | 9      | 26 | 9  | 3  | 14 | 55  | 59 | -4  | 30 | 9.     |
| 2008/09        | III. třída okresu Pardubice        | 9      | 26 | 10 | 5  | 11 | 65  | 70 | -5  | 35 | 6.     |
| 2009/10        | III. třída okresu Pardubice        | 9      | 26 | 12 | 1  | 13 | 58  | 56 | +2  | 37 | 6.     |
| 2010/11        | III. třída okresu Pardubice        | 9      | 26 | 7  | 3  | 16 | 41  | 67 | -26 | 24 | 12.    |
| 2011/12        | III. třída okresu Pardubice        | 9      | 26 | 7  | 5  | 14 | 33  | 63 | -30 | 26 | 11.    |
| 2012/13        | III. třída okresu Pardubice        | 9      | 26 | 8  | 4  | 14 | 48  | 79 | -31 | 28 | 10.    |
| 2013/14        | III. třída okresu Pardubice        | 9      | 26 | 7  | 5  | 14 | 42  | 55 | -13 | 26 | 11.    |
| 2014/15        | III. třída okresu Pardubice        | 9      | 26 | 10 | 5  | 11 | 54  | 62 | -8  | 35 | 7.     |
| 2015/16        | III. třída okresu Pardubice        | 9      | 26 | 11 | 3  | 12 | 62  | 71 | -9  | 36 | 8.     |
| 2016/17        | III. třída okresu Pardubice        | 9      | 26 | 13 | 4  | 9  | 100 | 57 | +43 | 43 | 4.     |
| 2017/18        | III. třída okresu Pardubice        | 9      | 26 | 11 | 4  | 7  | 58  | 57 | +1  | 37 | 6.     |
| 2018/19        | III. třída okresu Pardubice        | 9      | 26 | 15 | 5  | 6  | 86  | 43 | +43 | 50 | 4.     |
| ** 2019/20     | III. třída okresu Pardubice        | 9      | 13 | 7  | 0  | 6  | 34  | 33 | +1  | 21 | 5.     |
| ** 2020/21     | III. třída okresu Pardubice        | 9      | 7  | 3  | 2  | 2  | 30  | 14 | +16 | 11 | 7.     |
| 2021/22        | III. třída okresu Pardubice        | 9      | 26 | 22 | 3  | 1  | 130 | 32 | +98 | 66 | 2.     |
| 2022/23        | II. třída okresu Pardubice         | 8      | 26 | 8  | 11 | 7  | 70  | 50 | +20 | 37 | 6.     |
| 2023/24        | II. třída okresu Pardubice         | 8      | 26 | 20 | 5  | 1  | 67  | 19 | +48 | 65 | 1.     |
| 2024/25        | I.B třída Pardubického kraje, sk.A | 7      | 24 | 9  | 4  | 11 | 38  | 46 | -8  | 31 | 6.     |

**= sezona předčasně ukončena z důvodu pandemie covidu-19